# آنینسکایا
آنینسکایا (انگلیسی: Anninskaya) یک شهرک در شهرستان بلاگووشچنسکی باشقیرستان کشور روسیه است.